# BRUSH the SCAR LEMON
『BRUSH the SCAR LEMON』（ブラッシュ・ザ・スカー レモン）は、日本の音楽ユニット・GRANRODEOの3枚目のオリジナルアルバム。 2009年10月28日にGloryHeavenから発売された。

## 概要
初回限定盤には2009年に行われた東西 都乱巣 雷武 夏ノ陣の模様を収録したDVDと、LIVE TOUR2009-2010「ROLLING the SCAR LEMON」の先行案内が収められている。

## 収録内容

### CD
（全作詞：谷山紀章、作曲・編曲：飯塚昌明）
1. cage（inst） [0:58]
2. カナリヤ [4:32]
  - PVが制作されている。
  - 2013年制作のテレビアニメ『戦勇。』（第二期）オープニングテーマ。
3. tRANCE [4:48]
4. オセロ [5:00]
5. BRUSH the SCAR LEMON [5:14]
6. ロンリーファイター [4:18]
7. 月に猫 [5:34]
8. silent DESIRE [4:27]
9. SUGAR [4:59]
10. Passion [5:02]
11. modern strange cowboy [4:18]
12. なんとなく消したストーリー  [6:32]
13. 21st CENTURY LOVERS [5:09]
14. point of no return（inst） [0:52]

## カバー
modern strange cowboy
- FLOW - 2020年8月19日発売の『GRANRODEO Tribute Album "RODEO FREAK"』に収録。

## DVD
- 東西 都乱巣 雷武 夏ノ陣 digest

1. OPENING
2. tRANCE
3. Soul crazy
4. SUMMER GT09
5. 紫炎
6. 東西 都乱巣 雷武 夏ノ陣 making